# Маргарита Деянова-Ваклинова
Маргарита Тодорова Деянова-Ваклинова (4 май 1939 – 5 април 2023), повече известна като Маргарита Ваклинова, е българска археоложка, дългогодишна преподавателка в Софийския университет „Св. Климент Охридски“ и Нов български университет, гост-професор в Парижкия университет и в Страсбург, автор на повече от 150 научни публикации.

## Биография
Маргарита Ваклинова е родена в София на 4 май 1939 г. През 1957 г. завършва средно образование в 23 гимназия „Антим I" – София. През 1962 г. завършва висшето си образование в Софийския университет „Св. Климент Охридски“, специалност история с профил археология и музейно дело и преподаване в средните училища. Втората ѝ специалност е български език и литература. ОТ 1962 до 1966 г. Маргарита Ваклинова е завеждащ на Историческия музей в гр. Смолян. През 1966 г. започва работа като археолог-проучвател в Археологическия институт с музей – БАН. През 1980 г. защитава дисертация на тема „Каменната декоративна пластика от Ранновизантийската епоха в България – V-VI в.“ за получаване на научна степен Кандидат на историческите науки. Става старши научен сътрудник в Археологическия институт с музей при БАН през 1984 г. От 1993 до 2008 г. Маргарита Ваклинова е заместник-директор на Археологическия институт с музей при БАН, а от 2008 г. става изпълняващ длъжността директор на Археологическия институт с музей при БАН до 2010 г. Специализира в Италия, Франция и Великобритания. През 1968 г. завършва курс по равенско и византийско изкуство в Института за равенско и византийско изкуство към Болонския университет – Равена, Италия. В периода 1971 – 1972 г. е на специализация в Колеж дьо Франс и Парижкият университет – Сорбона. През 1986 г. специализира в Лондон по програма за съвместни изследвания с Британската академия на науките.
От 1984 г. Маргарита Ваклинова е член на редица организации: на Висшата атестационна комисия при МС, на Научния съвет и на Съвета за теренни проучвания на територията на Република България на НАИМ, била е член на Специализирания съвет за Стара и Средновековна история, археология и етнография при ВАК, на Общото събрание на БАН и на комисиите за атестация на институтите и учените в БАН, на финансово-бюджетната комисия на ОС – БАН, на комисиите за избор на директори на НАИМ, ИТ, ИИ – БАН, на Националния съвет за опазване паметниците на културата, член и председател на Националния музеен съвет, на множество комисии с вътрешноинститутски и междуведомствен експертен характер в областта на оценка на учените, музеите, паметниците, книгоиздаването, на Работна група 20 „Култура и аудиовизия“ в Министерство на културата за подготовка за влизане на България в ЕС, член на Управителния съвет и председател на Ревизионния съвет на Български национален комитет на ИКОМОС, на Управителния съвет на Национален фонд „Култура“, на Управителния съвет на Фондация „Захари Зограф“, председател на Управителния съвет на Националното сдружение „Българско наследство“, ръководител на проучвания в областта на археологията по програма „Родопи“ – БАН. Маргарита Ваклинова участва като автор и експерт в редица проекти и национални и международни форуми за изработването на културните маршрути, в колектива, получил наградата на ЮНЕСКО. Ръководи и участва в подготовката на многобройни изложби в България и чужбина. Организатор и участник е в множество научни форуми в страната и извън нея. Тя е и главен редактор на изданието на НАИМ „Разкопки и проучвания“.
Маргарита Ваклинова ръководи и участва в множество теренни археологически изследвания. От 1964 г. тя е член на колектива и ръководител на теренните проучвания на Дворцовия център във Велики Преслав и координатор на проучванията във Втората българска столица. В периода 1964 – 1966 г. ръководи проучването на Ягодинската пещера в Централните Родопи, а от 1964 до 1970 г. е ръководител на разкопките на раннохристиянския център при с. Гела в същия регион. От 1966 до 1980 г. участва в археологическите разкопки на хълма Царевец във Велико Търново. Отговорник е на програмата за проучвания и научен консултант по проучване, консервация и реставрация на църквата „Св. 40 мъченици“. До 1978 г. Маргарита Ваклинова е ръководител на археологическите разкопки на Дворцовия център и Крумовия дворец в Плиска. В периода от 1980 г. досега (с кратки прекъсвания) тя е ръководител на проучванията на античния и средновековен град Никополис ад Нестум, както и на археологическите разкопки на Червената църква в Перущица.
Участва в регистрацията на археологическите паметници в Смолянски окръг и разкопки на обекти от различни епохи: праистория, античност, средновековие в Доспат, Беден, Девин, Златоград, Момчиловци, Пампорово, Борино, Стоманово, Мугла, Давидково, Ягодово, Рудозем, Мадан и др. Провежда проучвания на пещерни находища и на стари рудни разработки, на скални рисунки при Горталово, Плевенско. Научен консултант на проучвания във Воден, Велико Търново, Смолян, Гоце Делчев и много други.
Много са музеите, в уреждането на чиито експозиции и подготвянето на каталози е взела участие с авторски консултации и експертни оценки – Благоевград, Плевен, Велико Търново, Смолян, Шумен, Велики Преслав, Националния исторически музей, Националния археологически музей. Още повече и трудно могат да се изброят, са изложбите, сред които „Средновековния български град. Технологии“, „Света София. Премъдрост божия“, „Славата на Византия“. Колегите ѝ добре знаят, че по отношение на музейното дело винаги предлага сполучливи решения и проявява изискан вкус, за това мнозина се обръщат за съвет и съдействие.
В периода 1988 – 1989 г. Маргарита Ваклинова е гост-преподавател в Парижкия университет, Франция, където изнася курс лекции за раннохристиянското изкуство и ранносредновековната култура на България. ОТ 1994 до 1996 г. чете спецкурс в Исторически факултет на ВТУ „Св. Св. Кирил и Методий“. Преподава в Нов български университет, Департамент Археология, на койте е един от основателите, където от 1993 до 2004 г. има два курса лекции в Бакалавърската програма: „Източници и проблеми на средновековната българска култура“ и „Култура на Византия“. В периода 1991 – 2006 г. Маргарита Ваклинова изнася курс лекции „История на българската култура. Средновековие“ пред специалност Културология във Философски факултет, също един от основателите на специалността, на СУ „Св. Климент Охридски“ и чете през 2006 г. в същия университет „Мениджмънт на археологическите резервати“ пред магистри от специалност Културен туризъм.
Тя е ръководител на магистратури и докторанти в НАИМ-БАН, СУ „Св. Климент Охридски“, ВТУ „Св. Св. Кирил и Методий“, НБУ, във Франция – Университета на Страсбург и Екс-ан-Прованс, в Унгария – CEU, Будапеща.
Маргарита Ваклинова е автор на повече от сто научни публикации в областта на средновековието.
През годините Маргарита Ваклинова дава безброй интервюта във вестници, радио и телевизия, участва в радио и телевизионни предавания, в снимането на документални филми, пише стотици по-пространни или по-кратки популярни материали. Създателите на двусерийния филм „Княз Борис I“ дължат на нея цялата реконструкция на елитарния и профанен бит на българите през втората половина на IX в.
Маргарита Ваклинова е носител на редица държавни отличия като едни от най-престижните са орден „Св. Кирил и Методий“ с огърлие за особено значимите є заслуги за развитието на културата, награда за принос в науката „Питагор“, наградата „Златен грифон“ за принос в развитието на българската археологическа наука. Носител е на почетно гражданство на София, Велики Преслав и Смолян.
Маргарита Ваклинова умира в София на 5 април 2023 г.

## Избрана библиография
- Археологически данни за принадлежността на българите в Родопите. 1971, 24 с.
- Ранновизантийски паметници от България (IV–VII век) / (в съавторство с Димитър Овчаров). София,1978, 76 с.
- Съкровището от Над Сент Миклош / (в съавторство със Станчо Ваклинов). София, 1983, 88 с.
- Археологията и някои проблеми на етногенеза на българите. – В: Проблеми на развитието на българската народност и нация. 1988, 111 – 139
- Голямото водохранилище на Плиска. – В: Плиска-Преслав, т. 6. 1993, 5 – 21
- Материали и производство на Преславската каменна пластика. – В: Преслав, т. 5. 1993, 68 – 101.